# Taiyou no Ao
Taiyou no Ao (jap. 太陽の碧) – dziesiąty singel zespołu Dir En Grey zrealizowany w 2000 r. Tytułowy utwór znajduje się również na albumie Macabre, a nagrane ponownie Children na EP six Ugly.

## Lista utworów
Autorem tekstów jest Kyo. Muzykę do pierwszej piosenki skomponował Kaoru, zaś do drugiej – Die.
1. Taiyou no Ao (太陽の碧) (6:05)
2. Children (4:18)
3. Taiyou no Ao -Mix®- (太陽の碧 -Mix®-) (remix by Toshiya) (4:20)